# بيلوروس (آلة)

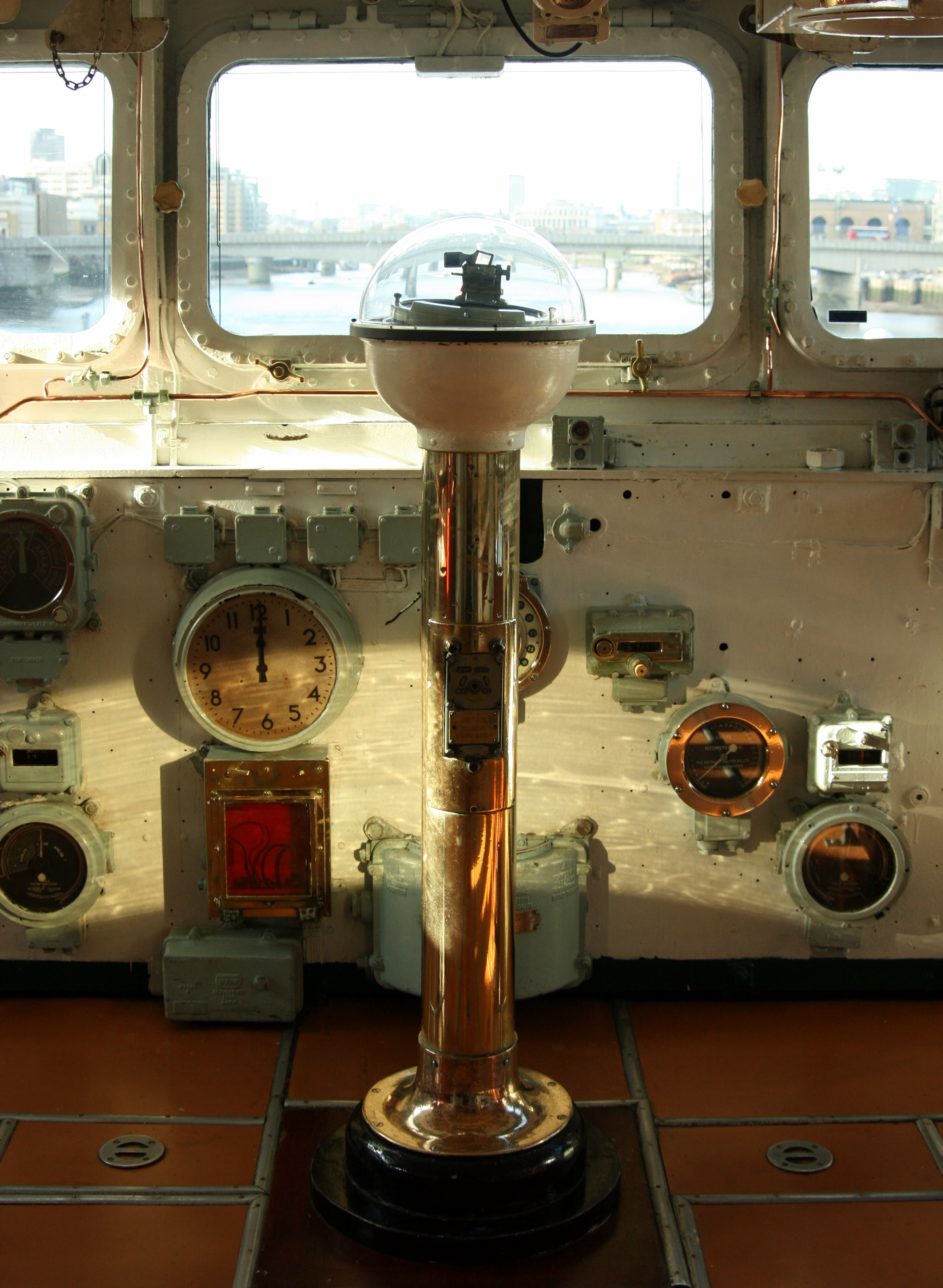
آلة بيلوروس مثبتة على متن السفينة

في الملاحة البحرية، تعتبر آلة بيلوروس (بالإنجليزية: pelorus)‏ أو الميزان أداة مرجعية للحفاظ على الاتجاه الزاوي للسفينة في البحر. ويمكن وصفها بإنها "بوصلة مبسطة" بدون عنصر توجيهي، مثبتة بطريقة مناسبة ومزودة بريش للسماح بمراقبة المحامل النسبية. يمكن من خلالها تحديد الفرق بين الاتجاه الحالي للسفينة والاتجاه المصلوب للوصول إلى هدف محدد، وبالتالي يقوم رُبان السفينة بتعديل مسار السفينة للوصول للهدف.
سُميت هذه الآلة على اسم شخص يدعى بيلوروس، والذي قيل أنه كان أحد قادة حنبعل، حوالي عام 203 قبل الميلاد.

## الاستخدام القديم
برع العرب والمسلمون في ركوب البحر، واستخدموا النجوم دليلًا لمعرفة الاتجاهات أثناء الإبحار ليلًا. وقد ذُكر في القرآن الكريم في سورة النحل الآية 16 :  وَعَلَامَاتٍ وَبِالنَّجْمِ هُمْ يَهْتَدُونَ  ، والتي تعني أن الناس كانوا يستخدمون النجوم ليهتدوا بها ويعرفوا طريقهم في الليل. كما ورد أيضًا في سورة الأنعام الآية 97 :  وَهُوَ الَّذِي جَعَلَ لَكُمُ النُّجُومَ لِتَهْتَدُوا بِهَا فِي ظُلُمَاتِ الْبَرِّ وَالْبَحْرِ قَدْ فَصَّلْنَا الْآيَاتِ لِقَوْمٍ يَعْلَمُونَ  ، والتي تعني أن الله قد خلق النجوم ليهتدي بها البشر في سيرهم ليلًا سواء في البر أو البحر.
وصف هارولد جاتي Harold Gatty استخدام البولينيزيين لآلة بيلوروس قبل استخدام البوصلة. حيث ذكر أنه في المياه الاستوائية يكون مسار النجوم في السماء ليلا موحدا تقريبا طوال العام. وقد سهَّل هذا الانتظام في مواقع النجوم استخدامها دليلًا للملاحة بالنسبة للبولينيزيين الذين كانوا يستخدمون بوصلة وهمية، ويُضيف:
كان هؤلاء الملاحون الماهرون [البولينيزيون] قد أطلقوا أسماء على مائة وخمسين نجمًا. وكانوا يُعرِّفون النقطة على الأفق التي يرتفع عندها كل نجم، والوقت الذي يرتفع فيه. وكانوا يعرفون الجزر التي يمرون بها.
عند قراءة مواقع النجوم من الشمال إلى الجنوب، في مواقع شروقها وغروبها، تكون هذه النجوم كالتالي:
| النقطة | النجم                |
| ------ | -------------------- |
| N      | الجدي                |
| NbE    | (كوكبة الدب الأصغر)  |
| NNE    | كوكبة الدب الأكبر    |
| NEbN   | كوكبة صدر ذات الكرسي |
| NE     | نجم العيوق           |
| NEbE   | نجم النسر الواقع     |
| ENE    | نجم السماك الرامح    |
| EbN    | عنقود الثريا         |
| E      | نجم النسر الطائر     |
| EbS    | نطاق الجبار          |
| ESE    | نجم الشعرى اليمانية  |
| SEbE   | العقرب               |
| SE     | قلب العقرب           |
| SEbS   | رجل قنطورس           |
| SSE    | نجم سهيل             |
| SbE    | السلبار              |
| S      | كوكبة نعيم           |
إن الموضع الحقيقي لهذه النجوم تقريبي فقط لمسافاتها النظرية المتساوية على البوصلة النجمية. مع مرور الوقت، أدى تطوير نقاط آلة البيلوروس إلى ظهور وردة البوصلة الحديثة.

## الاستخدام الحديث
تُشبه آلة البيلوروس في المظهر والاستخدام البوصلة المعروفة أو مكرر البوصلة compass repeater، ولكن بها إضافة تتمثل في ريش الرؤية أو مقراب الرؤية المرفق بها، لكنها لا يمتلك خصائص توجيهية. أي أنها تبقى في أي اتجاه نسبي يجري ضبطها عليه. تُستخدم هذه الأداة عمومًا عن طريق ضبط درجة الـ 000° على خط اللوبر lubber's line. ومن ثم يمكن ملاحظة المحامل النسبية Relative bearings. يمكن تحويلها إلى محامل حقيقية، أو مغناطيسية، أو شبكية، وما إلى ذلك، عن طريق إضافة الاتجاه المناسب. يُعد الاستخدام المباشر للمحامل النسبية مفيدًا في بعض الأحيان. يُعد استخدام آلة البيلوروس مفيدًا، على سبيل المثال، في تحديد اللحظة التي تكون فيها مساعدة الملاحة مستعرضة بالنسبة لشعاع الاتجاه. كما أنها مفيدة في قياس أزواج المحامل النسبية التي يمكن استخدامها لتحديد المسافة خارج المساعدة الملاحية.
إذا جرى ضبط الاتجاه الحقيقي عند خط اللحاق، فسيجري ملاحظة المحامل الحقيقية بشكل مباشر. وبالمثل، يمكن ملاحظة اتجاهات محامل البوصلة إذا جرى ضبط اتجاه البوصلة عند خط اللحاق، وما إلى ذلك. ومع ذلك، يجب أن تكون السفينة على الاتجاه الذي جرى ضبط آلة البيلوروس عليه للحصول على نتائج دقيقة، وإلا فيجب تطبيق تصحيح على النتائج المرصودة. ربما تكون أسهل طريقة لتجنب الخطأ هي أن يشير قائد السفينة إلى متى تكون السفينة على المسار الصحيح. يجري ذلك عادة من خلال النداء "علامة، علامة، علامة" طالما أن اتجاه السفينة يقع ضمن جزء محدد من الدرجة من الاتجاه المطلوب. يقوم المُراقب، الذي يراقب جسمًا بعيدًا عبر آلة البيلوروس، باختيار اللحظة التي تكون فيها السفينة مستقرة وفي مسارها الصحيح. الطريقة البديلة هي أن ينادي المراقب "علامة" عندما يكون الاتجاه النسبي مستقرًا، ويسجل قائد القارب الاتجاه. إذا كانت البوصلة تتأرجح في لحظة المراقبة، فيجب رفض نتيجة تلك المراقبة. يجري إضافة عدد الدرجات بين الاتجاه المطلوب والاتجاه الفعلي إذا كانت السفينة على يمين المسار، بينما يجري طرحها إذا كانت السفينة على يسار المسار. وبالتالي، إذا كان اتجاه المسار المطلوب هو 060 درجة والاتجاه الفعلى للسفينة هو 062 درجة في لحظة المراقبة، يجري إضافة تصحيح بمقدار 2 درجة إلى ذلك الاتجاه.

## قراءة إضافية
- ج. لاجان (2005). الملاح حافي القدمين: الملاحة بمهارات القدماء . دوبس فيري، نيويورك: شيريدان هاوس.
- تيبيتس، ج.ر. (1971). الملاحة العربية في المحيط الهندي قبل مجيء البرتغاليين . لندن: الجمعية الملكية الآسيوية.
- تولماشيفا، م. (1980). "حول النظام العربي للتوجيه الملاحي"، أرابيكا ، المجلد. 27 (2)، ص 180-192.

## روابط خارجية
- باوديتش اون لاين
- شاهد المزيد من الأمثلة في متحف البوصلة على الإنترنت COMPASSIPEDIA